# Bernard Matemera
Bernard Matemera fue un escultor de Zimbabue, nacido el 14 de junio de 1946 en Guruve y fallecido el 4 de marzo de 2002. El movimiento escultórico del que formaba parte se nombra generalmente como "escultura Shona", aunque algunos de sus miembros reconocen que no son étnicamente Shona. Toda su trayectoria profesional transcurrió en la Comunidad Escultura Tengenenge, localizada a 150 km al norte de Harare cerca de Guruve.

## Primeros años de vida y trabajo
Matemera era hijo de un jefe de aldea, que vivía cerca de la ciudad de Guruve, Mashonaland, en el extremo norte de lo que fue, en 1946, Rodesia del Sur. Hablaba zezuru, uno de los dialectos shona, y tenía cuatro años de educación primaria formal: como los demás niños, pastoreaba el ganado, hacía vasijas de barro y tallaba madera . En 1963, Bernard estaba trabajando como conductor de tractor para los productores de tabaco en Tengenenge y se encontró con Tom Blomefield, en cuya granja había grandes depósitos de piedra serpentina adecuada para la talla. En 1966, Blomefield quería diversificar el uso de su tierra y dio la bienvenida a nuevos escultores para formar una comunidad de trabajo para artistas. Esto fue en parte porque en ese momento no había sanciones internacionales contra el gobierno blanco de Rodesia de Ian Smith, que había declarado unilateralmente la independencia en 1965, y el tabaco ya no era capaz de generar suficientes ingresos. Matemara fue uno de los primeros artistas en tomar la escultura a tiempo completo, uniéndose a otros como Henry Munyaradzi, Josia Manzi, Fanizani Akuda, Sylvester Mubayi y Lemon Moses, quien formó parte de lo que ahora se llama la primera generación de escultores en piedras duras de Zimbabue.··

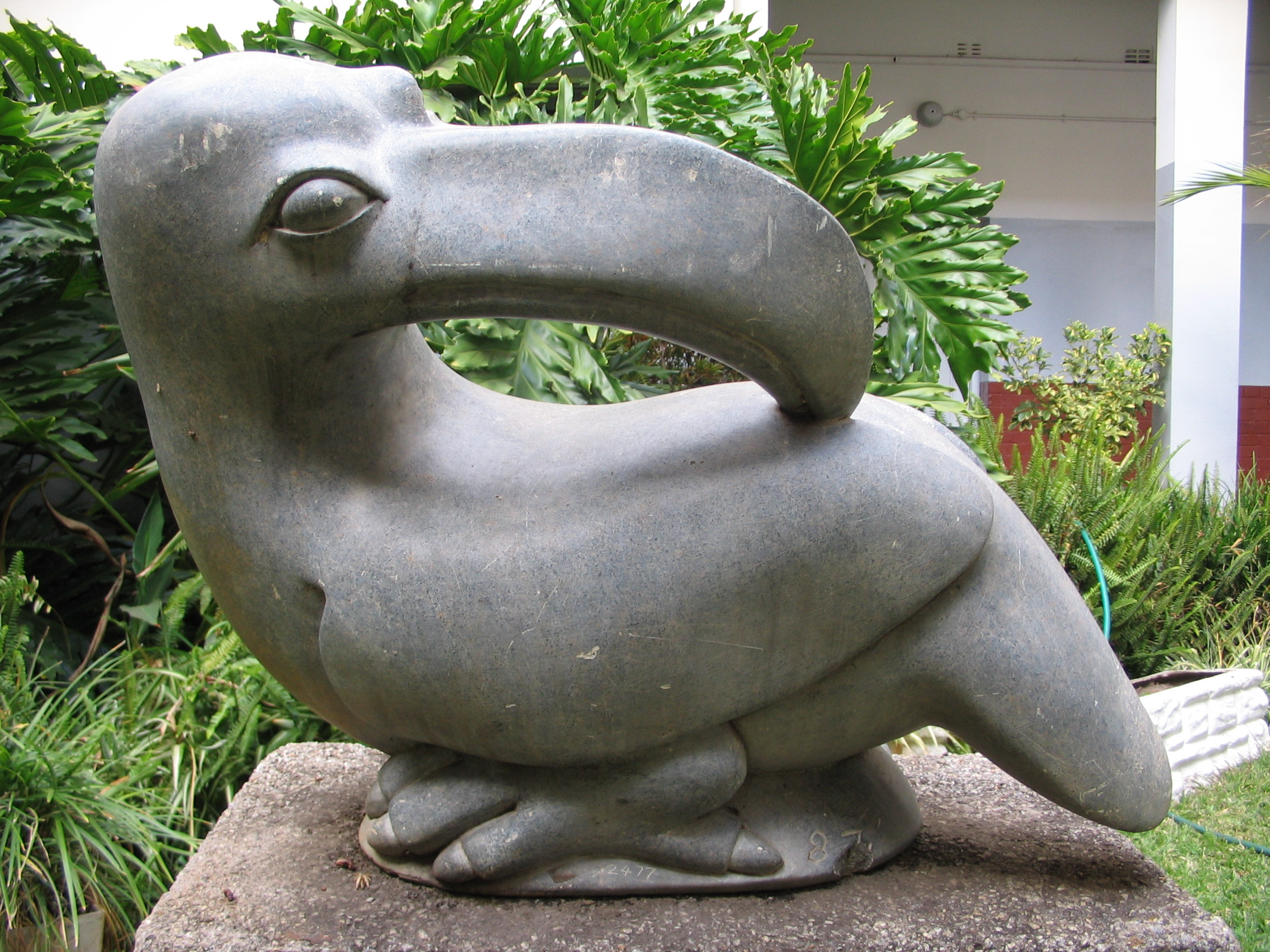
Águila por Matemere Bernard (1973)

Las obras de Matemera y sus colegas fueron exhibidas en la Galería Nacional de Rodesia, cuyo director y fundador, Frank McEwen, fue muy influyente a la hora de captar la atención de la comunidad artística internacional. La primera contribución de Matemera a las exposiciones anuales en la Galería datan de 1967 y 1968: en 1969 McEwen tomó un grupo de obras, principalmente de Tengenenge, y las presentó en el Museo de Arte Moderno de Nueva York y otros lugares de los Estados Unidos, recibiendo buenas críticas.

## Edad adulta y exposiciones
Matemera tuvo dos esposas, con quien tuvo ocho hijos, y se quedó en Tengenenge durante toda la guerra por la independencia de Zimbabue en un momento en que muchos otros artistas abandonaron su forma de vida. Se convirtió en el líder simbólico de la comunidad y apoyó con los ingresos de la venta de sus esculturas las labores artísticas.
Sus inimitables esculturas fueron consideradas grotescas y tuvo dificultades para venderlas, incluso el instintivo Frank McEwen, director de la Galería Nacional de Harare, le rechazó. 
El reconocimiento mundial le llegó tarde, en la década de 1980 , con obras incluidas en exposiciones en los Estados Unidos, Reino Unido, Alemania, Holanda y otros países. Pasó la mayor parte de su vida laboral en Tengenenge, 
En los años ochenta del siglo XX, fue Matemera finalmente recompensado con numerosos premios nacionales e internacionales. Ganó por primera vez el premio en la prestigiosa Trienal de Nueva de 1986. Exceptuando esporádicos viajes a Yugoslavia, Inglaterra y los Países Bajos y durante muchos años fue el director artístico de la Comunidad.
Sus obras han sido expuestas en todo el mundo y se encuentran en las colecciones permanentes de museos y galerías, como la Galería Nacional de Zimbabue, el Parque de Esculturas Chapungu , el Museo de Etnología de Fráncfort del Meno y muchos otros. Actualmente una de sus obras maestras Hombre mutado en rinoceronte puede verse instalada en la entrada de la Galería Nacional de Harare. 
En 1987, Bernard fue invitado a Yugoslavia para hacer una gran escultura en el Museo de Josip Broz Tito en Titograd. Celia Winter-Irving eligió el trabajo de Bernard "Man turning into hippo-Hombre convertido en hipopótamo" para ilustrar la portada de la versión de bolsillo de su clásico libro sobre la escultura de Zimbabue.
Muchas de las piezas de exposición de Bernard, como Great Spirit Woman (Serpentina, 1982), han realizado giras por todo el mundo; por ejemplo, para el Parque de Esculturas de Yorkshire en 1990, que se muestra en la portada del catálogo de la exposición. El catálogo "Chapungu: Culture and Legend – A Culture in Stone" (Chapungu: Cultura y leyenda - una cultura en piedra) para la exposición en el Real Jardín Botánico de Kew en el año 2000 tiene imágenes de ésta y otras cuatro esculturas de Matemera : Chapungu (serpentina) en la página 2; The Man who Ate his Totem (El hombre que se comió su Totem) (Springstone, 1998) en la página 42-43; Young Bull (Toro joven) (Springstone, 1992) en la página 54-55; Metamorphosis (metamorfosis) (Springstone, 1995) en la página 94-95; y Earth Spirit (Espíritu de la Tierra) (Serpentina, 1988) en la página 96-97. Muchas de sus esculturas tienen características formas redondeadas del cuerpo y sólo dos o tres dedos en cada mano o pie. Como lo explica Olivier Sultan, 

"Matemera encuentra su inspiración en sus sueños. Fue perseguido por los seres de tres dedos, un mito residual de la memoria, de una tribu que vive en la parte norte del país. Sus obras tienen un carácter embrujado, a medio camino entre lo cómico y lo trágico."·

Matemera ha esculpido principalmente en serpentina gris o negra , terminando su trabajo en una superficie pulida. Sus temas habituales fueron animales, personas o criaturas de la fantasía del espíritu. Ninguno de ellos fue retratado de forma fiel al natural, así: prefirió mostrar las curvas exageradas del pecho, las nalgas o el ombligo, para mostrar la relación entre los seres humanos, animales y el mundo espiritual.Como Celia Winter-Irving comentó en su biografía de Bernard:

Matemera se recrea en los placeres de la carne. Para él la sexualidad significa un apetito sano, que se nutre con la oportunidad y aderezado con la variedad. Sus esculturas hablan en un lenguaje corporal muy sugerente. Él es el creador de la escultura en crudo - enormes figuras desnudas con pechos, nalgas y penes, cargadas de energía sexual y en contra de su enorme peso y volumen .... Hay en estas esculturas un poderío y una energía de reserva no utilizados.·

### Estilo
Bernard Matemera fue un autor principal de la primera generación de escultores modernos de Zimbabue. Sus inflexibles y poderosas esculturas; con un aspecto marcadamente africano y en ocasiones grotesco; algunas entrañan dificultades en su comprensión, lo que puede resultar enojoso, pero se perciben llenas de emoción y con un profundo sentido del pathos. Sus temas principales fueron: animales, espíritus, seres humanos, criaturas, y la siempre presente metamorfosis entre ellos.
Bernard Matemera dijo, una piedra en bruto es como un plátano, el resultado final estaba en el interior de piedra, y todo lo que tenía que hacer era, eliminar la capa exterior. Vio sus obras a menudo, en los sueños. Cada persona tiene un animal, un 'mutupo', que está conectado a la misma y que no puede ni matar ni comer. La famosa escultura "Mutupo" ("El hombre que se comió su tótem") es una persona que ha comido los alimentos sagrados o prohibidos , y ahora se ha transformado en este animal.

### Selección de exposiciones colectivas y en solitario
- 1968 New African Art - Nuevo Arte Africano, MOMA, Nueva York, EE. UU.
- 1969 Galería de Arte Lidchi, Sudáfrica
- 1980 Galería Feingarten, Los Ángeles, EE. UU.
- 1981 Art from Africa - Arte de África, Londres
- 1982 Galería Janet Fleisher , Filadelfia, EE. UU.
- 1985 Kresge Art Museum, Míchigan, EE. UU.
- 1988 African metamorphosis (metamorfosis de África), Galería Nacional, Harare, Zimbabue
- 1989 Whispering the Gospel of Sculpture (Susurrando el gospel de la escultura), Galería Nacional de Zimbabue
- 1989 Zimbabwe op de Berg, Fundación Beelden op de Berg, Wageningen, Países Bajos
- 1990 Contemporary, stone carving from Zimbabwe (Contemporánea, talla de piedra de Zimbabue), Museo Millesgarden, Estocolmo, Suecia y Yorkshire Sculpture Park, Reino Unido,
- 1991 Milt Pinsel und Muszel, Alemania
- 1992 Stone Sculpture, Zimbabwe (Escultura de Piedra, Zimbabue) Galerías CCrt , Reino Unido
- 1994 Tengenenge Old Tengenenge New, (Tengenenge viejo Tengenenge nuevo) Afrika Museum, Berg en Dal, Países Bajos
- 1997 Museo de Jardin, París, Francia
- 1998 Jardín Botánico de Hamburgo, Alemania
- 2000 Chapungu: Custom and Legend – A Culture in Stone (Chapungu: tradición y leyenda - una cultura en piedra), Kew Gardens, Reino Unido